# Permanence scolaire
 (août 2013).
Si vous disposez d'ouvrages ou d'articles de référence ou si vous connaissez des sites web de qualité traitant du thème abordé ici, merci de compléter l'article en donnant les références utiles à sa vérifiabilité et en les liant à la section « Notes et références ».
En France, en milieu scolaire, notamment dans le secondaire (collège et lycée) et le supérieur, une permanence est une période, au cours d'une journée pendant laquelle aucun cours n'est dispensé à la classe. Il s'agit d'une période distincte de la récréation et de la pause déjeuner.
Elle peut être soit régulière (prévue dans l'emploi du temps) soit due à l'absence d'un professeur.
Cette période creuse est réglementée par la plupart des règlements intérieurs des établissements. Les élèves doivent généralement se rendre en salle de permanence ou au CDI pour étudier (ou lire).
Toutefois, dans la plupart des établissements, et après autorisation des parents, les élèves peuvent rester chez eux pendant les heures de permanence de début ou de fin de journée.
Dans le supérieur (université, prépas, grandes écoles...), les élèves, en raison de leur statut d'étudiants, sont seulement soumis au devoir d’assiduité et peuvent par conséquent quitter l'établissement dès qu'ils n'ont pas cours.
En Belgique, ces périodes sont appelées « heures de fourche ».